# Sébastien Portal
Sébastien Portal (Auch, 4 giugno 1982) è un ex ciclista su strada francese, professionista dal 2005 al 2009.

## Biografia
Era il fratello minore del direttore sportivo ed ex ciclista Nicolas Portal.

## Palmarès

### Strada
- 2004 (Dilettanti, una vittoria)

Paris-Chalette-Vierzon

#### Altri successi
- 2007 (Caisse d'Epargne)

1ª tappa Volta Ciclista a Catalunya (Salou, cronosquadre)

## Piazzamenti

### Classiche monumento
- Giro delle Fiandre

2009: ritirato
- Parigi-Roubaix

2009: ritirato
- Giro di Lombardia

2006: ritirato